# Querys Pérez
Querys Jose Pérez Mora (ur. 13 kwietnia 1993) – wenezuelski zapaśnik walczący w stylu klasycznym. Zajął 22 miejsce na mistrzostwach świata w 2015. Wicemistrz igrzysk panamerykańskich w 2015. Brązowy medalista mistrzostw panamerykańskich w 2015 roku.